# Bergville
Bergville est une petite ville d'Afrique du Sud située dans la province de KwaZulu-Natal.